# Albert-László Barabási
Albert-Laszló Barabási (* 30. března 1967 Cârța, Rumunsko) je maďarsko-americký fyzik a člen MTA, zabývající se studiem a definováním sítí – sociálních, teroristických, biologických a v neposlední řadě i world wide webem (WWW). Sítě studuje především z pohledu statistické fyziky. Mezi různými druhy sítí Barabási nachází podobnosti v jejich architektuře a snaží se definovat vztahy mezi jejich součástmi.

## Vzdělání
Barabási získal svůj magisterský titul z fyziky na bukurešťské univerzitě Universitatea din Bucureşti, kde studoval v letech 1986-1989, poté v Budapešti na Univerzitě Loránda Eötvöse a svůj titul Ph.D. získal v roce 1994 na univerzitě v Bostonu, USA.

## Profesní kariéra

### Studium sítí
Když se začal zabývat architekturou sítí, v povědomí byl názor, že sítě jsou organizovány zcela náhodně. Barabási si však začal uvědomovat, že ne všechny sítě rostou a fungují tímto způsobem. V roce 1995 napsal článek o sítích, který byl však odmítnut několika časopisy, ne však protože neměl pravdu, nýbrž proto, že se o toto téma příliš nikdo nezajímal.
V tom samém roce, 1995, začal pracovat v oddělení fyziky na univerzitě Notre Dame v USA, kde se zprvu soustředil na práci v oblasti fyziky, a až teprve po několika letech se vrátil zpět ke zkoumání sítí.

### Bezškálová sít
V roce 1998 s několika dalšími kolegy objevili bezškálové sítě. Bezškálové sítě jsou charakteristické tím, že sestávají z velkého množství uzlů, které mají malý počet hran k dalším uzlům, vedle nichž existuje malé množství uzlů, které disponují velkým množstvím hran vedoucích k jiným uzlům. Uzly, které disponují velkým počtem hran, nazývá huby.
Tento objev vedl k velkému zájmu o studium sítí na konci devadesátých let. Malé sítě je snadné mapovat, neboť uzly a jejich hrany jsou snadněji vystopovatelné. Velkou výzvou je studium v současné době snad největší sítě vůbec, a to internetu a www. Barabásiho výzkumný tým se orientoval i tímto směrem.

### Počítačové viry
V rámci porozumění architektury a fungování sítí se Barabási věnuje i tématu šíření epidemií po sítích – ať už se jedná o počítačový virus či o AIDS. Zabývá se tedy i zranitelnosti sítí a tím, jak se virus či epidemi po síti šíří a jak je možné, že některé viry jsou nevyhubitelné.

### Ostatní
V organizaci a stavbě sítí se nevěnuje pouze faktu, že existují uzly a vazby mezi nimi, ale i dynamice, která síť ovlivňuje, jak se uzly v síti chovají, jak nabírají či tvoří nové vazby a jakým způsobem fungují preference při tvorbě vazeb.
V současné době pracuje ve výzkumu na Northeastern University v Center for Complex Network Research (CCNR), kde má poměrně rozrostlou výzkumnou skupinu zabývající se sítěmi.

## Publikační a zájmová činnost
Barabásiho publikace jsou zdrojem nejen pro obory fyziky, ale i biologie či informační vědy. Veškeré Barabásiho publikace jsou dostupné na jeho osobních stránkách.
Barabási patří k jednomu z nejcitovanějších autorů současné doby. Jeho nejznámější publikací je kniha "V pavučině sítí", která v češtině vyšla v roce 2005. V této knize se věnuje vývoji chápání sítí, mapování sítí a novým poznatkům, které pokusy o mapování různých druhů sítí přinesly. V neposlední řadě se tedy věnuje i internetu, jeho vývoji, dynamice, stavbě a struktuře.